# Віковий дуб імені Якова Водяного
Віковий дуб імені Якова Водяного — ботанічна пам'ятка природи місцевого значення в Україні. Розташована у місті Сміла Черкаського району Черкаської області. Іменем Якова Водяного дуб названо у 2018 році.

## Опис
Площа 0,01 га, розташовано у місті Сміла, на території Північного вокзалу Шевченківської дирекції залізничних перевезень Одеської залізниці. Створено рішенням Черкаської обласної ради від 21.09.2018 року № 24-51/VII. Перебуває у віданні Одеської залізниці.
Під охороною дерево дуба звичайного (Quercus robur L.). Орієнтовний вік 220 років, обхват стовбура 3,92 м, висота 16,5 м. Становить природоохоронну, історико-культурну цінність, має туристичне значення.